# 자본계정
자본계정(capital account)은 거시 경제학 및 국제 금융에서 자본 및 금융 계정(capital and financial account)으로도 알려진 것으로, 경제로의 투자 거래의 순 흐름을 기록한다. 국제 수지의 두 가지 주요 구성 요소 중 하나이며 다른 하나는 경상 계정이다. 경상수지가 국가의 순이익을 반영한다면 자본수지는 국가 자산 소유의 순변동을 반영한다.
자본수지의 흑자는 국내로 자금이 유입되고 있음을 의미하지만, 경상수지의 흑자와 달리 인바운드 흐름은 실질적으로 노동에 대한 대가라기보다는 자산의 차입이나 매각을 나타낸다. 자본수지의 적자는 해외로 돈이 빠져나가고 있다는 의미이며, 이는 국가가 해외 자산의 소유를 늘리고 있음을 시사한다.
"자본 계정"이라는 용어는 IMF(International Monetary Fund) 및 관련 출처에서 보다 좁은 의미로 사용된다. IMF는 나머지 세계에서 자본 계정이라고 부르는 것을 금융 계정과 자본 계정이라는 두 개의 최상위 부서로 분할하며 지금까지 대부분의 거래는 금융 계정에 기록된다.

## 정의
간단한 정의:
{\displaystyle {\begin{aligned}{\mbox{Capital account}}&={\mbox{Change in foreign ownership of domestic assets}}\\&-{\mbox{Change in domestic ownership of foreign assets}}\\\end{aligned}}}
세부 정의:
{\displaystyle {\begin{aligned}{\mbox{Capital account}}&={\mbox{Foreign direct investment}}\\&+{\mbox{Portfolio investment}}\\&+{\mbox{Other investment}}\\&+{\mbox{Reserve account}}\\\end{aligned}}}
- 외국인직접투자(FDI)는 기계, 건물 또는 전체 제조 공장의 구매 또는 건설과 같은 장기 자본 투자를 의미한다. 외국인이 한 국가에 투자하는 경우 이는 유입 흐름을 나타내며 자본 계정의 잉여 항목으로 간주된다. 한 국가의 시민이 외국에 투자하는 경우 이는 아웃바운드 흐름을 나타내며 적자로 간주된다. 초기 투자 후 재투자되지 않은 연간 이익은 반대 방향으로 흐르지만 자본이 아닌 경상 계정에 기록된다.
- 포트폴리오 투자란 주식과 채권을 매입하는 것을 말한다. 때때로 단기 투자로 "기타"와 함께 그룹화된다. FDI와 마찬가지로 이러한 자산에서 파생된 소득은 당좌 계정에 기록된다. 자본 계정 항목은 국제 자본 시장에서 포트폴리오 자산의 구매 또는 판매를 위한 것이다.
- 기타 투자에는 은행 계좌로의 자금 유입 또는 대출이 포함된다. 시장이 이자율 및 통화 간의 환율 변동을 이용할 수 있을 때 일반적으로 다른 국가의 계정 간에 대규모 단기 흐름이 발생한다. 경우에 따라 이 범주에 예비 계정이 포함될 수 있다.
- 외화보유계정(reserve account). 준비금 계정은 외화를 사고 팔기 위해 국가 중앙 은행에서 운영한다. 이것은 시장에서 발생하는 자본 흐름에 대응하기 위한 대규모 자본 흐름의 원천이 될 수 있다. 인바운드 자본 흐름(국가 외화 판매로 인한)은 특히 경상수지 흑자와 결합될 때 국가 통화의 가치 상승(절상)을 유발할 수 있는 반면, 아웃바운드 자금 흐름은 가치 하락(감가 상각)을 유발할 수 있다. 정부(또는 이 분야에서 독립적으로 운영할 수 있는 권한이 있는 경우 중앙은행 자체)가 통화 가치에 대한 시장 주도적 변화가 국가에 최선의 이익이라고 생각하지 않으면 개입할 수 있다.

## 같이 보기
- 국제수지
- 생산요소